# ترابری فضایی عمیق
ترابری فضایی عمیق (انگلیسی: Deep Space Transport) یا (DST) که از آن به عنوان «وسیلهٔ نقلیه حمل و نقل مریخ» نیز یاد شده، مفهومی از یک تصور کلی فضایی بین سیاره‌ای است که توسط ناسا برای پشتیبانی از مأموریت‌های کاوش علمی به مریخ تا ۱۰۰۰ روز پشتیبانی می‌شود.این کپسول از دو عنصر تشکیل شده‌است: یک کپسول اوریون و یک ماژول مسکونی پیشرانه. تا اواخر سال ۲۰۱۹، DST هنوز مفهومی برای مطالعه است و ناسا به‌طور رسمی این پروژه را در چرخه بودجه سالانه دولت فدرال ایالات متحده پیشنهاد نکرده‌است.رفت و برگشت ترابر DST با استفاده از ایستگاه قضایی دروازه ماه صورت می‌گیرد تا برای مأموریت جدید مریخ از آن استفاده مجدد شود.

## نگاهی اجمالی بر معماری
سکوی مداری ماه و DST هردو با سیستم استاندارد بین‌المللی اتصال مجهز می‌شوند. فضاپیمای DST خود شامل دو قسمت است: یک کپسول اوریون و یک ماژول مسکونی که هم توسط پیشرانه الکتریکی و هم از پیشرانه شیمیایی رانده می‌شوند.